# The Awesome Machine
The Awesome Machine (in etwa: „Die furchteinflößend tolle Maschine“) ist eine Band aus Schweden, die 1996 gegründet wurde. Man kann sie allgemein der Richtung Hard Rock zuordnen, wobei die von Stück zu Stück unterschiedlich stark ausgeprägten psychedelischen Elemente auf einen Stoner-Rock-Einschlag hinweisen.

## Geschichte
1998 veröffentlichte die Band ihre erste Platte: The Awesome Machine 10" (anfangs nur auf Vinyl in Eigenproduktion, später als CD unter Ellington Records).
Es folgten ... it's ugly or nothing (2000), Under the Influence (2002) und ihre bislang letzte Platte The Soul of a Thousand Years (2003), unter People like you, einem deutschen Label.
Außer diesen offiziellen Platten gab es noch mehrere kleine Vinylauflagen, Split-Alben sowie zahlreiche Compilations, auf denen TAM mitwirkte.
Es gab im Laufe der Bestehenszeit von The Awesome Machine mehrere Umbesetzungen (s. Infobox rechts). Diese wurden meist mit Unzufriedenheit über den musikalischen Stil der Band bzw. krankheitsbedingten Problemen begründet.
Die Band löste sich im Jahre 2006 auf, primär, weil sich die Mitglieder in eigenen Projekten, u. a. On Parole, Mother Misery und Stonewall Noise Orchestra, verwirklichen wollten.
Ihr letzter Auftritt war am 10. März 2006 in Borlänge, Schweden.

## Stil
Ihr Musikstil wurde oft mit Kyuss verglichen, wenn auch die Band diesen Vergleich nie besonders mochte. Natürlich wurden gerade aufgrund des stark verzerrten Klangs auch Vergleiche mit Led Zeppelin und Black Sabbath angestellt. Sie werden üblicherweise den Sparten Hard Rock / Stoner Rock zugeordnet.

## Diskografie
- 1998: 10" (LP-Version: Selbstveröffentlichung, CD-Version 1999: Ellington Records)
- 2000: ... it's ugly or nothing (People Like You Records)
- 2002: Under the Influence (People Like You Records)
- 2003: The Soul of a Thousand Years (People Like You Records)